# Цона 167 Скарлино (Гросето)
Цона 167 Скарлино је насеље у Италији у округу Гросето, региону Тоскана.
Према процени из 2011. у насељу је живело 228 становника. Насеље се налази на надморској висини од 187 м.